# Kurt Gellert
Kurt Gellert (* 7. Januar 1900 in Hannover; † 9. Januar 1990 in Kristianstad, Schweden) war ein deutscher Bauernführer.

## Leben
Am 22. Februar 1932 hielt der Sozialdemokrat und Geschäftsführer des Kleinbauernbundes des Kreises Harburg Gellert einen Sprechabend in der Gaststätte Harms am Elbdeich in Schwinde ab. Er war in Begleitung seiner Frau und einer Sekretärin. Nach Ende der Veranstaltung näherte sich der SA-Mann Arthur Wiegels dem Ehepaar Gellert in stark angetrunkenem und aggressivem Zustand auf der Straße vor der Gaststätte, schlug Gellerts Frau und bedrängte Gellert. Gellert trug, da er in der Vergangenheit mehrmals von Nationalsozialisten bedrängt und angegriffen worden war, eine Schusswaffe bei sich. Zudem hatte er kurz zuvor festgestellt, dass die Reifenventile seines Kraftwagens entfernt worden waren, weswegen er einen bevorstehenden Anschlag befürchtete, dem sich zu entziehen man ihm durch die Unbrauchbarmachung seines Wagens unmöglich zu machen plante. Als Wiegels handgreiflich wurde, schoss Gellert mehrmals auf Wiegels und tötete ihn. In Harburg-Wilhelmsburg stellte er sich dann der Polizei. Das Landgericht Lüneburg stellte das Totschlagverfahren gegen Gellert ein, da es aufgrund der Beweislage zu der Auffassung kam, dass dieser in Notwehr gehandelt habe. Nach 1933 floh Kurt Gellert vor den Nachstellungen der Nationalsozialisten ins Ausland, erst in die Niederlande und später nach Schweden, wo er 1990 verstarb.